# Jan Bang
Jan Bang (Kristiansand, 21 agosto 1968) è un musicista e produttore discografico norvegese.
L'artista è noto per la sua militanza nei Supersilent, uno dei più noti gruppi sperimentali norvegesi, e per il folto gruppo di artisti con cui ha collaborato nel corso degli anni, fra cui Erik Honoré, Bertine Zetlitz dei Bel Canto, Dhafer Youssef, David Sylvian e Morten Harket.

## Discografia parziale
- 1989 – Frozen Feelings
- 1998 – Pop Killer
- 2000 – Birth Wish (con Christian Wallumrød, Arve Henriksen ed Erik Honoré)
- 2001 – Going Nine Ways from Wednesday (con Nils Christian Moe-Repstad e Anne Marie Almedal)
- 2004 – Connected (con Eivind Aarset)
- 2010 – ...And Poppies from Kandahar